# Lex Voconia
Lex Voconia или Закон на Воконий е римски закон, предложен в 169 пр.н.е. от народния трибун Квинт Воконий. Цицерон посочва, че Катон Стари е един от поддръжниците на този закон. Според този закон жените били лишавани от право на наследство с цел да не се допуска намаляване на имуществото на патрицианските семейства.